# Cyrtacanthacris consanguinea
Cyrtacanthacris consanguinea är en insektsart som först beskrevs av Jean Guillaume Audinet Serville 1838.  Cyrtacanthacris consanguinea ingår i släktet Cyrtacanthacris och familjen gräshoppor. Inga underarter finns listade i Catalogue of Life.